# Iryna Kovalenko
Pour les articles homonymes, voir Kovalenko.
Iryna Kovalenko (née le 12 juin 1986) est une athlète ukrainienne, spécialiste du saut en hauteur. Elle mesure 1,81 m pour 53 kg.

## Biographie
Sa meilleure performance est de 1,93 m réalisée à Yalta le 12 juin 2007 et à Grosseto le 18 juillet 2004. En salle, elle a réalisé 1,95 m à Lviv en 2003.
Elle a battu le record des championnats du monde jeunesse à Sherbrooke le 12 juillet 2003 (1,92 m).

### Palmarès
| Date | Compétition                    | Lieu       | Résultat | Performance |
| ---- | ------------------------------ | ---------- | -------- | ----------- |
| 2003 | Championnats du monde jeunesse | Sherbrooke | 1re      | 1,92 m      |
| 2004 | Championnats du monde juniors  | Grosseto   | 1re      | 1,93 m      |
| 2005 | Championnats d'Europe juniors  | Kaunas     | 3e       | 1,85 m      |
| 2005 | Universiade                    | Izmir      | 2e       | 1,88 m      |

### Records
| Épreuve         | Épreuve      | Performance | Lieu           | Date                             |
| --------------- | ------------ | ----------- | -------------- | -------------------------------- |
| Saut en hauteur | En plein air | 1,93 m      | Grosseto Yalta | 18 juillet 2004 12 juin 2007     |
| Saut en hauteur | En salle     | 1,95 m      | Lviv Soumy     | 26 décembre 2003 12 février 2007 |